# لطمية
اللطميات أو العزاء هي مراسم حسب المذهب الشيعي الإثني عشري، يقيمها الشيعة في بعض دول العالم مثل العراق وإيران وآذربيجان وپاكستان والهند ودول الخليج في أماكن تجمعهم كل بلغته الخاصة، في أيام وليالي مناسبات مقتل إئمتهم. حيث يجتمع الناس ويضمهم موكب واحد، مع وجود منشد يردد عليهم قصيدة رثاء حزينة، يذُكر فيها المصائب التي جرت وحلت على آل بيت النبي محمد.

## مصطلحات
1. الشيلة: مفردة دارجة تطلق على المرثية التي تنشد في مواكب العزاء، وقد اشتقت من شال الشيء أي رفعه، اشتقاقاً مجازياً.
2. اللطمية: مفردة تطلق على المرثية التي تنشد، ويلطم الحاضرون على صدورهم حزناً وتفاعلاً مع المناسبة الحزينة(مجازاً: لأن اللطم يكون على الوجه).
3. الرادود: مفردة دارجة تطلق على المنشد الذي يردد المراثي على اللاطمين.
4. الموكب الحسيني: جمع من المعزين ينضمون عادة تحت اسم مأتم ما، يشاركون فيه بعزاء آل البيت، لاطمين ومرددين القصيدة التي ينشدها عليهم الرادود.
5. المأتم: المأتم في القاموس المحيط (الجماعة من النّاس في حزن أو فرح وغلب استعماله في الحزن على الميِّت). وقد غلب استعماله في الثقافة الشيعية على المكان التي تقام فيه مراسم العزاء ويقرأ فيها العلماء والخطباء خطبهم، ومفردة المأتم مختصة بأهل البحرين، حيث يستخدم أهل العراق والكويت والخليج وكذلك الإيرانيون مفردة (الحسينية) للإشارة للمأتم.
6. الحسينية: راجع المأتم أعلاه.

## نشأته
حينما يدرس المحققون والباحثون هذا الفن، يُرجعون أصله لفن الرثاء الذي عُرف في معظم الآداب العالمية، وبالأخص الأدب العربي. فمنذ عصور ما قبل الإسلام حتى العصور المتأخرة، عرف شعر الرثاء كأحد أكثر وأهم الأدبيات المطروقة في الأدب العربي. ويكاد لا يخلو ديوان من دواوين الشعراء العرب المتقدمين من قصيدة رثاء.
ومنذ استشهاد الحسين بن علي بن علي بن أبي طالب مع إخوته وأصحابه في كربلاء عام 61 هجري قمري، بدأ الشعراء بطرح واقعة الطف في أدبياتهم الشعرية والنثرية. وذاع صيت كثير من هؤلاء الشعراء فقط بمراثيهم للإمام الحسين، مثل: دعبل الخزاعي، والسيد الحميري، والكميت الأسدي.
ويجمع جل المحققين، إن أول من نظم قصيدة مقاربة للطريقة الحديثة في القراءة والتجمهر في موكب لرثاء الحسين بن علي هو الفقيه الشاعر الشريف الرضي، مؤلف كتاب نهج البلاغة. في قصيدته التي مطلعها:
ودأب الشعراء دأب الشريف الرضي في نظم قصائد ينسجم سياقها الحزين للبكاء والتباكي لكي يقرؤوها في مجالسهم التي تقام في مناسبة استشهاد الحسين بن علي وأهل بيته. ومن أشهر من نظم ملحمة ذاع صيتها، هو الشيخ حسن الدمستاني صاحب الملحمة الشعرية (أحرم الحجاج).
وفي نهاية القرن التاسع عشر والقرن العشرين الميلاديين، بدأ هذا الفن تكتمل فيه عناصره وملامحه لكي يعد فناً مستقلاً بذاته. فكان شعراء العراق والبحرين، مثل: السيد حيدر الحلي، السيد جعفر الحلي، عبد الحسين شكر، صالح الكواز، وغيرهم من العراق. والشاعر عطية الجمري الذي تميز عن زملائه بأنه نظم جل قصائده باللهجة الدارجة العامية، ليعد أشهر شاعر في القرن العشرين رثى آل البيت باللهجة الدارجة.

## مراحله
بدأت المراثي بصورة القصيدة الفصيحة الكاملة، ومن ثم استخدم بعض الشعراء أوزان الموشحات، واستخدموا اللهجات الدارجة العراقية والبحرانية. حتى وصلتْ ليومنا هذا في القرن الواحد والعشرين لطريقة خاصة ومعجم منفرد وأوزان متنوعة مشتقة من بحور الشعر العربي الستة عشر أو مبتكرة من ناظميها، يطلق عليها روادها اصطلاحاً بالقصائد العزائية أو الأدب العزائي، ويتداولها الناس بأسماء شعبية عرفية:
1. اللطمية (وهذا الاسم أكثر شياعاً في العراق والكويت).
2. العزاء أو الشيلة (وهذان الاسمان أكثر شياعاً في البحرين والمنطقة الشرقية).

وبالطبع هذا من قبل الشيعة العرب، في حين إن معظم الشيعة في جل أقاليمهم يقيمون هذه المراسم ويرددون قصائدهم بلغاتهم الخاصة، وبطابع أدبياتهم الخاصة.

## موضوعاته
تتميز قصائد الرثاء بأنها مختص فقط عن آل البيت ومصائبهم فنجد رثاء عن واقعة الطف وأخرى عن استشهاد الأئمة وأخرى عن النبي المصطفى أو عن الإمام علي..الخ

## رواده
يذكر المؤرخون أسماء كثيرة للشعراء الذين اختصوا بنظم أشعار العزاء، وللقارئين (الرواديد أو الشيالة) خاصة في القرن العشرين والواحد والعشرين الميلاديين. ولتوفر آلات التوثيق والتسجيل الصوتي والمرئي بقيت أسماء كثيرة حية لشعراء وقارئين، وما زال محبو آل البيت يستمعون لقصائدهم طيلة أيام السنة، وخاصة في شهر محرم وصفر، وشهر رمضان الكريم لذكرى مقتل علي بن أبي طالب.

## الشعراء
ومن الشعراء والناظمين الماضين والأحياء:
| العراق 1. هاشم الموسوي. 2. جابر جليل الكاظمي. 3. إيهاب المالكي. 4. مهدي جناح الكاظمي. 5. السيد حيدر الحلي. | البحرين 1. عطية الجمري. 2. غازي الحداد. 3. جعفر الدرازي. السعودية 1. حسين العبد الله |

## الرواديد
ومن الرواديد الماضين والأحياء:
| 1. حمزة الصغير 2. ياسين الرميثي. 3. باسم الكربلائي. 4. جليل الكربلائي. 5. مرتضى حرب. 6. مسلم الوائلي. 7. قحطان البديري. 8. حيدر البياتي. 9. سيد فاقد الموسوي. 10. عمار الكناني. 11. محمد الجنامي. 12. مصطفى السوداني. 13. محمد الحلفي. 14. ابو بشير النجفي. 15. سيد حسن الكربلائي. 16. وطان النجفي. 17. عبد الرضا النجفي 18. فاضل النجفي الإمارات 1. محمد النجار. الكويت 1. نزار القطري 2. فيصل المطوع 3. محمد الحجيرات 4. علي بوحمد. | البحرين 1. مهدي سهوان. 2. جعفر الدرازي. 3. حسين الأكرف. 4. أمير الموسوي. 5. محمد الحلواجي. 6. صالح الشيخ. 7. يوسف الرومي. |